# Chrostosoma viridipunctata
Chrostosoma viridipunctata är en fjärilsart som beskrevs av Rothschild 1911. Chrostosoma viridipunctata ingår i släktet Chrostosoma och familjen björnspinnare. Inga underarter finns listade i Catalogue of Life.